# Bikourgion

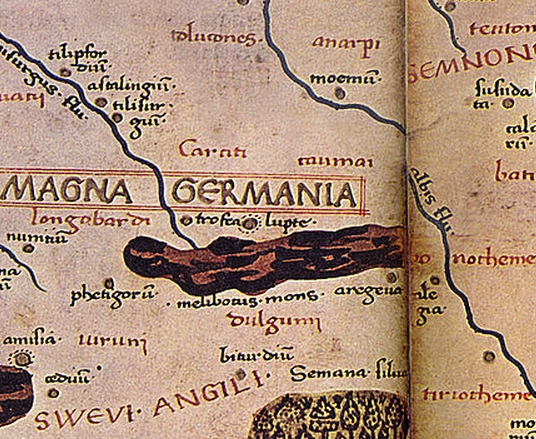
Lage von Bikourgion auf der Karte des Ptolemaios

Bikourgion (altgriechisch Βικούργιον; lateinisch Bicurgium) ist ein Ortsname, der im von Ptolemäus um das Jahr 150 erstellten Atlas Geographia (2, 11, 14) erwähnt wird. Der Ort, der laut Ptolemaios im Inneren der südlichen Germania magna lag, ist bisher nicht sicher identifiziert. So sieht man etwa das bei Mühlhausen an der Unstrut gelegene Bickenriede oder die bei Römhild gelegene Keltenfestung Steinsburg als jenes Bikourgion an. Ein interdisziplinäres Forscherteam um Andreas Kleineberg, das die Angaben von Ptolemäus neu untersuchte, lokalisiert den Ort aufgrund mathematischer Berechnungen auf dem Gebiet des heutigen Jena in Thüringen. Ältere Veröffentlichungen identifizieren Bikourgion bei Erfurt.